# Stenobarichneumon
Stenobarichneumon is een geslacht van insecten uit de orde vliesvleugeligen (Hymenoptera) en de familie Ichneumonidae.

## Soorten
- S. agitator Heinrich, 1962
- S. agitatorops Heinrich, 1977
- S. basalis (Perkins, 1960)
- S. basiglyptus (Kriechbaumer, 1890)
- S. citator (Thunberg, 1822)
- S. duplicans Heinrich, 1962
- S. melanocephalus Heinrich, 1975
- S. pergracilis Heinrich, 1962
- S. protervus (Holmgren, 1864)
- S. pygmaeops Heinrich, 1962
- S. ridibitor Aubert, 1994
- S. saundersii (Cresson, 1877)
- S. spretus (Spinola, 1851)
- S. tegelensis (Heinrich, 1951)